# Audi A1
Audi A1 är en minibil som lanserades 2010 och som byggs på samma bottenplatta som Volkswagen Polo och Seat Ibiza.
Modellen finns med 1.0 TFSI 3 cylindrig 95 hk och 1.4 TFSI med 125/150/185 hk och en 1.8 TFSI med 192 hk samma motor som sitter Volkswagen Polo GTI eller Seat Ibiza Cupra. Diesel: 1.4 TDI 90 hk eller 1.6 TDI 116 hk båda finns med manuell eller automatisk växellåda.
Bilen är menad att inta premiumsegmentet inom småbils-klassen och således konkurrera mot BMW:s Mini mm. Den finns även med sportigare version kallad Audi S1 med 231 hk och quattro samt 6-växlad manuell växellåda.

## Motoralternativ
| Modell   | Årsmodell | Motor                   | Cylindervolym | Effekt | Vridmoment | Bränslesystem            |
| -------- | --------- | ----------------------- | ------------- | ------ | ---------- | ------------------------ |
| 1.2 TFSI | 2010-2014 | 4-cyl radmotor SOHC 8V  | 1197 cm³      | 86 hk  | 160 Nm     | Direktinsprutning, turbo |
| 1.4 TFSI | 2010-2014 | 4-cyl radmotor DOHC 16V | 1390 cm³      | 122 hk | 200 Nm     | Direktinsprutning, turbo |
| 1.6 TDI  | 2010-2015 | 4-cyl radmotor DOHC 16V | 1598 cm³      | 90 hk  | 230 Nm     | Turbodiesel              |
| 1.6 TDI  | 2010-2015 | 4-cyl radmotor DOHC 16V | 1598 cm³      | 105 hk | 250 Nm     | Turbodiesel              |